# 童坦君
童坦君（1934年8月15日—2022年12月25日），浙江慈溪人，中国医学家、癌学专家，北京医科大学肿瘤与衰老分子生物学研究室主任，北京大学衰老研究中心主任，中国科学院院士。

## 生平
1934年出生在浙江慈溪江北区庄桥镇。父亲是上海华成烟草公司的会计。曾在宁波和上海读书。1954年考入北京大学医学院医疗系。毕业后继续深造，师从刘思职院士，开始肝癌大鼠的氨解毒研究。1964年毕业后留校任教。1978年通过赴美留学选拔考试，先后进入美国约翰霍普金斯大学和美国国立卫生研究院进行博士后研究。
1985年12月升任北京大学医学院生化教研室副教授，副主任。1986年至1988年在美国加州大学等校进行研究访问。1988年升任教授。1995年至1998年担任北京大学生命科学院兼职教授，2000年4月成为北大医学部衰老分子机理研究室主任。2005年当选中国科学院院士。
2022年12月25日，童坦君在意外摔倒受伤后，医治无效在北京大学第三医院逝世，享年88岁。